# Брапарт
Брапарт (фр. Brasparts) је насељено место у Француској у региону Бретања, у департману Финистер.
По подацима из 2011. године у општини је живело 1035 становника, а густина насељености је износила 22,17 становника/km².

## Демографија
| 1962. | 1968. | 1975. | 1982. | 1990. | 2011. |
| ----- | ----- | ----- | ----- | ----- | ----- |
| 1.591 | 1.469 | 1.189 | 1.115 | 1.003 | 1.035 |